# Pearaja
Pearaja is een bestuurslaag in het regentschap Tapanuli Tengah van de provincie Noord-Sumatra, Indonesië. Pearaja telt 1231 inwoners (volkstelling 2010).